# 4098 Thraen
4098 Thraen (1987 WQ1) là một tiểu hành tinh nằm phía ngoài của vành đai chính được phát hiện ngày 16 tháng 11 năm 1987 bởi Freimut Börngen ở Đài thiên văn Karl Schwarzschild.